# Zhang Xiaohuan
Zhang Xiaohuan (chinesisch 張曉歡 / 张晓欢, Pinyin Zhāng Xiǎohuān; * 19. August 1980 in Peking) ist eine ehemalige chinesische Synchronschwimmerin.

## Erfolge
Zhang Xiaohuan gewann 2002 ihre erste internationale Medaille mit dem Gewinn der Silbermedaille im Duett bei den Asienspielen in Busan. Mit Gu Beibei erzielte sie 94,917 Punkte und schloss den Wettkampf damit hinter Miya Tachibana und Miho Takeda aus Japan mit 98,417 Punkten und vor den Südkoreanerinnen Jang Yoon-kyeong und Kim Min-jeong mit 94,500 Punkten auf dem zweiten Platz ab. Vier Jahre darauf sicherte sich Zhang bei den Asienspielen 2006 in Doha mit Gu Beibei, Jiang Tingting, Jiang Wenwen, Liu Ou, Sun Qiuting, Wang Na, Wu Yiwen und Zhu Zheng vor den Mannschaften Japans und Nordkoreas die Goldmedaille in der Mannschaftskonkurrenz.
Bereits im Jahr 2000 gab Zhang in Sydney ihr olympisches Debüt. Mit der Mannschaft kam sie dabei nicht über 94,593 Punkte hinaus, womit die Chinesinnen den Wettkampf, den die Russinnen vor den Mannschaften Japans und Kanadas gewannen, auf dem siebten Platz beendeten. Bei den Olympischen Spielen 2004 in Athen ging Zhang in zwei Wettbewerben an den Start. Zusammen mit Gu Beibei zog sie im Duett als Achte der Qualifikation ins Finale ein, das Zhang und Gu mit 93,668 Punkten auf dem siebten Platz beendeten. In der Mannschaftskonkurrenz gelang Zhang mit Chen Yu, Gu Beibei, He Xiaochu, Hou Yingli, Hu Ni, Li Zhen und Wang Na mit 95,000 Punkten ein sechster Platz. Ihre dritte Olympiateilnahme folgte für Zhang 2008 in Peking. Diesmal trat sie jedoch wie schon 2000 lediglich im Mannschaftswettbewerb an. Sowohl im technischen als auch im freien Programm erzielten die Chinesinnen das drittbeste Resultat hinter den späteren Olympiasiegerinnen aus Russland und der spanischen Équipe, womit Zhang gemeinsam mit Gu Beibei, Jiang Tingting, Jiang Wenwen, Luo Xi, Sun Qiuting, Wang Na, und Huang Xuechen die Bronzemedaille gewann.
Bei den Weltmeisterschaften 2009 in Rom gewann Zhang mit der Mannschaft in der Kombination die Silbermedaille hinter Spanien. Im technischen und auch im freien Programm belegten die Chinesinnen jeweils hinter Russland und Spanien den dritten Platz.